# Setmana Internacional de Coppi i Bartali 2021
La Setmana Internacional de Coppi i Bartali 2021 va ser la 36a edició de la cursa ciclista Setmana Internacional de Coppi i Bartali. Es disputà entre 23 i el 27 de març de 2021, amb un recorregut de 741,3 km repartits entre cinc etapes, la primera d'elles dividida en dos sectors. La cursa formava part de l'UCI Europa Tour 2021, amb una categoria 2.1.
El vencedor final fou el danès Jonas Vingegaard (Team Jumbo-Visma), que s'imposà per 22" al seu compatriota Mikkel Frølich Honoré (Deceuninck-Quick Step) i 32 a l'australià Nick Schultz (Team BikeExchange). Vingegaard també guanyà la classificació per punts, Alejandro Osorio Caja Rural-Seguros RGA) la de la muntanya, Ethan Hayter (Ineos Grenadiers) la dels joves i l'Ineos Grenadiers la classificació per equips.

## Equips
25 equips van prendre la sortida en aquesta edició:
| WorldTeams (9)- Astana-Premier Tech - Deceuninck-Quick Step - Ineos Grenadiers - Israel Start-Up Nation - Movistar Team - Team BikeExchange - Team DSM - Jumbo-Visma - Trek-Segafredo ProTeams (7)- Androni Giocattoli-Sidermec - Bardiani CSF Faizanè - Caja Rural-Seguros RGA - Eolo-Kometa - Euskaltel-Euskadi - Gazprom-RusVelo - Vini Zabù Equips continentals (7)- Beltrami TSA-Tre Colli - General Store Essegibi F.lli Curia - Giotti Victoria-Savini Due - Mg.k Vis VPM - Team Colpack-Ballan - Team Qhubeka - Work Service-Marchiol-Dynatek Equips nacionals (2)- Itàlia - Rússia |
| |

## Etapes
| Etapa      | Data       | Ciutats d'etapa                             | type                      | Distància (km) | Desnivell (m) | Vencedor de l'etapa    | Líder de la general |
| ---------- | ---------- | ------------------------------------------- | ------------------------- | -------------- | ------------- | ---------------------- | ------------------- |
| 1a A etapa | 23 de març | Gatì – Gatì                                 | etapa accidentada         | 97,8           | 619 m         | Jakub Mareczko         | Jakub Mareczko      |
| 1a B etapa | 23 de març | Gatì – Gatì                                 | contrarellotge per equips | 10,8           | 20 m          | Israel Start-Up Nation | Mark Cavendish      |
| 2a etapa   | 24 de març | Riccione – Sogliano al Rubicone             | etapa de muntanya         | 163,5          | 3.328 m       | Jonas Vingegaard       | Jonas Vingegaard    |
| 3a etapa   | 25 de març | Riccione – Riccione                         | etapa de muntanya         | 139,2          | 3.063 m       | Ethan Hayter           | Jonas Vingegaard    |
| 4a etapa   | 26 de març | Ciutat de San Marino – Ciutat de San Marino | etapa de muntanya         | 154,8          | 4.044 m       | Jonas Vingegaard       | Jonas Vingegaard    |
| 5a etapa   | 27 de març | Forlì – Forlì                               | etapa de mitja muntanya   | 166,2          | 2.568 m       | Mikkel Frølich Honoré  | Jonas Vingegaard    |

### 1a etapa A
| \| Classificació de l'etapa \| Classificació de l'etapa \| Classificació de l'etapa \| Classificació de l'etapa \| Classificació de l'etapa \| \| Corredor \| Corredor \| Equip \| Temps \| \| \| ------------------------ \| ------------------------ \| ---------------------------------- \| ------------------------ \| ------------------------ \| \| 1r \| Jakub Mareczko \| Vini Zabù \| 2h 19' 05" \| \| \| 2n \| Mark Cavendish \| Deceuninck-Quick Step \| + 0" \| \| \| 3r \| Marius Mayrhofer \| Team DSM \| + 0" \| \| \| 4t \| Luca Coati \| Team Qhubeka \| + 0" \| \| \| 5è \| Ethan Hayter \| Ineos Grenadiers \| + 0" \| \| \| 6è \| Michael Zecchin \| Work Service-Marchiol-Dynatek \| + 0" \| \| \| 7è \| Cristian Rocchetta \| General Store-F.lli Curia-Essegibi \| + 0" \| \| \| 8è \| Vincenzo Albanese \| Eolo-Kometa \| + 0" \| \| \| 9è \| Damiano Cima \| Gazprom-RusVelo \| + 0" \| \| \| 10è \| Mick van Dijke \| Jumbo-Visma \| + 0" \| \| |                    |                                    |            |
| |                    |                                    |            |
| Font: ProCyclingStats |                    |                                    |            |
| Classificació de l'etapa |                    |                                    |            |
| Corredor | Corredor           | Equip                              | Temps      |
| 1r | Jakub Mareczko     | Vini Zabù                          | 2h 19' 05" |
| 2n | Mark Cavendish     | Deceuninck-Quick Step              | + 0"       |
| 3r | Marius Mayrhofer   | Team DSM                           | + 0"       |
| 4t | Luca Coati         | Team Qhubeka                       | + 0"       |
| 5è | Ethan Hayter       | Ineos Grenadiers                   | + 0"       |
| 6è | Michael Zecchin    | Work Service-Marchiol-Dynatek      | + 0"       |
| 7è | Cristian Rocchetta | General Store-F.lli Curia-Essegibi | + 0"       |
| 8è | Vincenzo Albanese  | Eolo-Kometa                        | + 0"       |
| 9è | Damiano Cima       | Gazprom-RusVelo                    | + 0"       |
| 10è | Mick van Dijke     | Jumbo-Visma                        | + 0"       |

| \| Classificació general \| Classificació general \| Classificació general \| Classificació general \| Classificació general \| \| Corredor \| Corredor \| Equip \| Temps \| \| \| --------------------- \| --------------------- \| ---------------------------------- \| --------------------- \| --------------------- \| \| 1r \| Jakub Mareczko \| Vini Zabù \| 2h 18' 59" \| \| \| 2n \| Mark Cavendish \| Deceuninck-Quick Step \| + 2" \| \| \| 3r \| Marius Mayrhofer \| Team DSM \| + 4" \| \| \| 4t \| Luca Coati \| Team Qhubeka \| + 6" \| \| \| 5è \| Ethan Hayter \| Ineos Grenadiers \| + 6" \| \| \| 6è \| Michael Zecchin \| Work Service-Marchiol-Dynatek \| + 6" \| \| \| 7è \| Cristian Rocchetta \| General Store-F.lli Curia-Essegibi \| + 6" \| \| \| 8è \| Vincenzo Albanese \| Eolo-Kometa \| + 6" \| \| \| 9è \| Damiano Cima \| Gazprom-RusVelo \| + 6" \| \| \| 10è \| Mick van Dijke \| Jumbo-Visma \| + 6" \| \| |                    |                                    |            |
| |                    |                                    |            |
| Font: ProCyclingStats |                    |                                    |            |
| Classificació general |                    |                                    |            |
| Corredor | Corredor           | Equip                              | Temps      |
| 1r | Jakub Mareczko     | Vini Zabù                          | 2h 18' 59" |
| 2n | Mark Cavendish     | Deceuninck-Quick Step              | + 2"       |
| 3r | Marius Mayrhofer   | Team DSM                           | + 4"       |
| 4t | Luca Coati         | Team Qhubeka                       | + 6"       |
| 5è | Ethan Hayter       | Ineos Grenadiers                   | + 6"       |
| 6è | Michael Zecchin    | Work Service-Marchiol-Dynatek      | + 6"       |
| 7è | Cristian Rocchetta | General Store-F.lli Curia-Essegibi | + 6"       |
| 8è | Vincenzo Albanese  | Eolo-Kometa                        | + 6"       |
| 9è | Damiano Cima       | Gazprom-RusVelo                    | + 6"       |
| 10è | Mick van Dijke     | Jumbo-Visma                        | + 6"       |

### 1a etapa B
| \| Classificació de l'etapa \| Classificació de l'etapa \| Classificació de l'etapa \| Classificació de l'etapa \| Classificació de l'etapa \| Classificació de l'etapa \| \| Equip \| Equip \| Temps \| Diferència de temps \| Velocitat \| \| \| ------------------------ \| ------------------------ \| ------------------------ \| ------------------------ \| ------------------------ \| ------------------------ \| \| 1r \| Israel Start-Up Nation \| 11' 36" \| 0" \| 55.862 km/h \| \| \| 2n \| Astana-Premier Tech \| 11' 37" \| + 1" \| 55.782 km/h \| \| \| 3r \| Deceuninck-Quick Step \| 11' 38" \| + 2" \| 55.702 km/h \| \| \| 4t \| Team BikeExchange \| 11' 42" \| + 6" \| 55.385 km/h \| \| \| 5è \| Ineos Grenadiers \| 11' 44" \| + 8" \| 55.227 km/h \| \| \| 6è \| Jumbo-Visma \| 11' 47" \| + 11" \| 54.993 km/h \| \| \| 7è \| Itàlia \| 11' 50" \| + 14" \| 54.761 km/h \| \| \| 8è \| Movistar Team \| 11' 57" \| + 21" \| 54.226 km/h \| \| \| 9è \| Team Qhubeka \| 11' 58" \| + 22" \| 54.150 km/h \| \| \| 10è \| Trek-Segafredo \| 11' 59" \| + 23" \| 54.075 km/h \| \| |                        |         |                     |             |
| |                        |         |                     |             |
| Font: ProCyclingStats |                        |         |                     |             |
| Classificació de l'etapa |                        |         |                     |             |
| Equip | Equip                  | Temps   | Diferència de temps | Velocitat   |
| 1r | Israel Start-Up Nation | 11' 36" | 0"                  | 55.862 km/h |
| 2n | Astana-Premier Tech    | 11' 37" | + 1"                | 55.782 km/h |
| 3r | Deceuninck-Quick Step  | 11' 38" | + 2"                | 55.702 km/h |
| 4t | Team BikeExchange      | 11' 42" | + 6"                | 55.385 km/h |
| 5è | Ineos Grenadiers       | 11' 44" | + 8"                | 55.227 km/h |
| 6è | Jumbo-Visma            | 11' 47" | + 11"               | 54.993 km/h |
| 7è | Itàlia                 | 11' 50" | + 14"               | 54.761 km/h |
| 8è | Movistar Team          | 11' 57" | + 21"               | 54.226 km/h |
| 9è | Team Qhubeka           | 11' 58" | + 22"               | 54.150 km/h |
| 10è | Trek-Segafredo         | 11' 59" | + 23"               | 54.075 km/h |

| \| Classificació general \| Classificació general \| Classificació general \| Classificació general \| Classificació general \| \| Corredor \| Corredor \| Equip \| Temps \| \| \| --------------------- \| --------------------- \| ---------------------- \| --------------------- \| --------------------- \| \| 1r \| Mark Cavendish \| Deceuninck-Quick Step \| 2h 30' 39" \| \| \| 2n \| Alex Dowsett \| Israel Start-Up Nation \| + 2" \| \| \| 3r \| Ben Hermans \| Israel Start-Up Nation \| + 2" \| \| \| 4t \| James Piccoli \| Israel Start-Up Nation \| + 2" \| \| \| 5è \| Guy Niv \| Israel Start-Up Nation \| + 2" \| \| \| 6è \| Alessandro De Marchi \| Israel Start-Up Nation \| + 2" \| \| \| 7è \| Sebastian Berwick \| Israel Start-Up Nation \| + 2" \| \| \| 8è \| Gleb Brussenskiy \| Astana-Premier Tech \| + 3" \| \| \| 9è \| Javier Romo \| Astana-Premier Tech \| + 3" \| \| \| 10è \| Fabio Felline \| Astana-Premier Tech \| + 3" \| \| |                      |                        |            |
| |                      |                        |            |
| Font: ProCyclingStats |                      |                        |            |
| Classificació general |                      |                        |            |
| Corredor | Corredor             | Equip                  | Temps      |
| 1r | Mark Cavendish       | Deceuninck-Quick Step  | 2h 30' 39" |
| 2n | Alex Dowsett         | Israel Start-Up Nation | + 2"       |
| 3r | Ben Hermans          | Israel Start-Up Nation | + 2"       |
| 4t | James Piccoli        | Israel Start-Up Nation | + 2"       |
| 5è | Guy Niv              | Israel Start-Up Nation | + 2"       |
| 6è | Alessandro De Marchi | Israel Start-Up Nation | + 2"       |
| 7è | Sebastian Berwick    | Israel Start-Up Nation | + 2"       |
| 8è | Gleb Brussenskiy     | Astana-Premier Tech    | + 3"       |
| 9è | Javier Romo          | Astana-Premier Tech    | + 3"       |
| 10è | Fabio Felline        | Astana-Premier Tech    | + 3"       |

### 2a etapa
| \| Classificació de l'etapa \| Classificació de l'etapa \| Classificació de l'etapa \| Classificació de l'etapa \| Classificació de l'etapa \| \| Corredor \| Corredor \| Equip \| Temps \| \| \| ------------------------ \| ------------------------ \| ------------------------ \| ------------------------ \| ------------------------ \| \| 1r \| Jonas Vingegaard \| Jumbo-Visma \| 4h 17' 43" \| \| \| 2n \| Iván Ramiro Sosa Cuervo \| Ineos Grenadiers \| + 0" \| \| \| 3r \| Nick Schultz \| BikeExchange \| + 4" \| \| \| 4t \| Ben Hermans \| Israel Start-Up Nation \| + 4" \| \| \| 5è \| Ethan Hayter \| Ineos Grenadiers \| + 4" \| \| \| 6è \| Mauri Vansevenant \| Deceuninck-Quick Step \| + 10" \| \| \| 7è \| Ilan Van Wilder \| Team DSM \| + 10" \| \| \| 8è \| Marco Brenner \| Team DSM \| + 10" \| \| \| 9è \| Sergio Henao Montoya \| Team Qhubeka \| + 10" \| \| \| 10è \| Javier Romo \| Astana-Premier Tech \| + 10" \| \| |                         |                        |            |
| |                         |                        |            |
| Font: ProCyclingStats |                         |                        |            |
| Classificació de l'etapa |                         |                        |            |
| Corredor | Corredor                | Equip                  | Temps      |
| 1r | Jonas Vingegaard        | Jumbo-Visma            | 4h 17' 43" |
| 2n | Iván Ramiro Sosa Cuervo | Ineos Grenadiers       | + 0"       |
| 3r | Nick Schultz            | BikeExchange           | + 4"       |
| 4t | Ben Hermans             | Israel Start-Up Nation | + 4"       |
| 5è | Ethan Hayter            | Ineos Grenadiers       | + 4"       |
| 6è | Mauri Vansevenant       | Deceuninck-Quick Step  | + 10"      |
| 7è | Ilan Van Wilder         | Team DSM               | + 10"      |
| 8è | Marco Brenner           | Team DSM               | + 10"      |
| 9è | Sergio Henao Montoya    | Team Qhubeka           | + 10"      |
| 10è | Javier Romo             | Astana-Premier Tech    | + 10"      |

| \| Classificació general \| Classificació general \| Classificació general \| Classificació general \| Classificació general \| \| Corredor \| Corredor \| Equip \| Temps \| \| \| --------------------- \| ----------------------- \| ---------------------- \| --------------------- \| --------------------- \| \| 1r \| Jonas Vingegaard \| Jumbo-Visma \| 6h 48' 25" \| \| \| 2n \| Iván Ramiro Sosa Cuervo \| Ineos Grenadiers \| + 1" \| \| \| 3r \| Ben Hermans \| Israel Start-Up Nation \| + 3" \| \| \| 4t \| Nick Schultz \| BikeExchange \| + 5" \| \| \| 5è \| Javier Romo \| Astana-Premier Tech \| + 10" \| \| \| 6è \| Ethan Hayter \| Ineos Grenadiers \| + 11" \| \| \| 7è \| Mauri Vansevenant \| Deceuninck-Quick Step \| + 11" \| \| \| 8è \| Mikkel Frølich Honoré \| Deceuninck-Quick Step \| + 14" \| \| \| 9è \| Kevin Colleoni \| BikeExchange \| + 20" \| \| \| 10è \| Sergio Henao Montoya \| Team Qhubeka \| + 31" \| \| |                         |                        |            |
| |                         |                        |            |
| Font: ProCyclingStats |                         |                        |            |
| Classificació general |                         |                        |            |
| Corredor | Corredor                | Equip                  | Temps      |
| 1r | Jonas Vingegaard        | Jumbo-Visma            | 6h 48' 25" |
| 2n | Iván Ramiro Sosa Cuervo | Ineos Grenadiers       | + 1"       |
| 3r | Ben Hermans             | Israel Start-Up Nation | + 3"       |
| 4t | Nick Schultz            | BikeExchange           | + 5"       |
| 5è | Javier Romo             | Astana-Premier Tech    | + 10"      |
| 6è | Ethan Hayter            | Ineos Grenadiers       | + 11"      |
| 7è | Mauri Vansevenant       | Deceuninck-Quick Step  | + 11"      |
| 8è | Mikkel Frølich Honoré   | Deceuninck-Quick Step  | + 14"      |
| 9è | Kevin Colleoni          | BikeExchange           | + 20"      |
| 10è | Sergio Henao Montoya    | Team Qhubeka           | + 31"      |

### 3a etapa
| \| Classificació de l'etapa \| Classificació de l'etapa \| Classificació de l'etapa \| Classificació de l'etapa \| Classificació de l'etapa \| \| Corredor \| Corredor \| Equip \| Temps \| \| \| ------------------------ \| ------------------------ \| --------------------------- \| ------------------------ \| ------------------------ \| \| 1r \| Ethan Hayter \| Ineos Grenadiers \| 3h 49' 21" \| \| \| 2n \| Shane Archbold \| Deceuninck-Quick Step \| + 0" \| \| \| 3r \| Nick Schultz \| BikeExchange \| + 0" \| \| \| 4t \| Jacopo Mosca \| Trek-Segafredo \| + 0" \| \| \| 5è \| Natnael Tesfatsion \| Androni Giocattoli-Sidermec \| + 0" \| \| \| 6è \| Orluis Aular Sanabria \| Caja Rural-Seguros RGA \| + 0" \| \| \| 7è \| Vincenzo Albanese \| Eolo-Kometa \| + 0" \| \| \| 8è \| Davide Gabburo \| Bardiani CSF Faizanè \| + 0" \| \| \| 9è \| Cristian Scaroni \| Gazprom-RusVelo \| + 0" \| \| \| 10è \| Simone Velasco \| Gazprom-RusVelo \| + 0" \| \| |                       |                             |            |
| |                       |                             |            |
| Font: ProCyclingStats |                       |                             |            |
| Classificació de l'etapa |                       |                             |            |
| Corredor | Corredor              | Equip                       | Temps      |
| 1r | Ethan Hayter          | Ineos Grenadiers            | 3h 49' 21" |
| 2n | Shane Archbold        | Deceuninck-Quick Step       | + 0"       |
| 3r | Nick Schultz          | BikeExchange                | + 0"       |
| 4t | Jacopo Mosca          | Trek-Segafredo              | + 0"       |
| 5è | Natnael Tesfatsion    | Androni Giocattoli-Sidermec | + 0"       |
| 6è | Orluis Aular Sanabria | Caja Rural-Seguros RGA      | + 0"       |
| 7è | Vincenzo Albanese     | Eolo-Kometa                 | + 0"       |
| 8è | Davide Gabburo        | Bardiani CSF Faizanè        | + 0"       |
| 9è | Cristian Scaroni      | Gazprom-RusVelo             | + 0"       |
| 10è | Simone Velasco        | Gazprom-RusVelo             | + 0"       |

| \| Classificació general \| Classificació general \| Classificació general \| Classificació general \| Classificació general \| \| Corredor \| Corredor \| Equip \| Temps \| \| \| --------------------- \| ----------------------- \| ---------------------- \| --------------------- \| --------------------- \| \| 1r \| Jonas Vingegaard \| Jumbo-Visma \| 10h 37' 46" \| \| \| 2n \| Ethan Hayter \| Ineos Grenadiers \| + 1" \| \| \| 3r \| Nick Schultz \| BikeExchange \| + 1" \| \| \| 4t \| Iván Ramiro Sosa Cuervo \| Ineos Grenadiers \| + 1" \| \| \| 5è \| Ben Hermans \| Israel Start-Up Nation \| + 3" \| \| \| 6è \| Javier Romo \| Astana-Premier Tech \| + 10" \| \| \| 7è \| Mauri Vansevenant \| Deceuninck-Quick Step \| + 11" \| \| \| 8è \| Mikkel Frølich Honoré \| Deceuninck-Quick Step \| + 14" \| \| \| 9è \| Kevin Colleoni \| BikeExchange \| + 20" \| \| \| 10è \| Sergio Henao Montoya \| Team Qhubeka \| + 31" \| \| |                         |                        |             |
| |                         |                        |             |
| Font: ProCyclingStats |                         |                        |             |
| Classificació general |                         |                        |             |
| Corredor | Corredor                | Equip                  | Temps       |
| 1r | Jonas Vingegaard        | Jumbo-Visma            | 10h 37' 46" |
| 2n | Ethan Hayter            | Ineos Grenadiers       | + 1"        |
| 3r | Nick Schultz            | BikeExchange           | + 1"        |
| 4t | Iván Ramiro Sosa Cuervo | Ineos Grenadiers       | + 1"        |
| 5è | Ben Hermans             | Israel Start-Up Nation | + 3"        |
| 6è | Javier Romo             | Astana-Premier Tech    | + 10"       |
| 7è | Mauri Vansevenant       | Deceuninck-Quick Step  | + 11"       |
| 8è | Mikkel Frølich Honoré   | Deceuninck-Quick Step  | + 14"       |
| 9è | Kevin Colleoni          | BikeExchange           | + 20"       |
| 10è | Sergio Henao Montoya    | Team Qhubeka           | + 31"       |

### 4a etapa
| \| Classificació de l'etapa \| Classificació de l'etapa \| Classificació de l'etapa \| Classificació de l'etapa \| Classificació de l'etapa \| \| Corredor \| Corredor \| Equip \| Temps \| \| \| ------------------------ \| ------------------------ \| --------------------------- \| ------------------------ \| ------------------------ \| \| 1r \| Jonas Vingegaard \| Jumbo-Visma \| 4h 26' 37" \| \| \| 2n \| Javier Romo \| Astana-Premier Tech \| + 0" \| \| \| 3r \| Nick Schultz \| BikeExchange \| + 0" \| \| \| 4t \| Ethan Hayter \| Ineos Grenadiers \| + 0" \| \| \| 5è \| Mauri Vansevenant \| Deceuninck-Quick Step \| + 0" \| \| \| 6è \| Juan Ayuso Pesquera \| Colpack-Ballan \| + 0" \| \| \| 7è \| Ben Hermans \| Israel Start-Up Nation \| + 2" \| \| \| 8è \| Natnael Tesfatsion \| Androni Giocattoli-Sidermec \| + 2" \| \| \| 9è \| Sergio Henao Montoya \| Team Qhubeka \| + 2" \| \| \| 10è \| Antonio Tiberi \| Trek-Segafredo \| + 2" \| \| |                      |                             |            |
| |                      |                             |            |
| Font: ProCyclingStats |                      |                             |            |
| Classificació de l'etapa |                      |                             |            |
| Corredor | Corredor             | Equip                       | Temps      |
| 1r | Jonas Vingegaard     | Jumbo-Visma                 | 4h 26' 37" |
| 2n | Javier Romo          | Astana-Premier Tech         | + 0"       |
| 3r | Nick Schultz         | BikeExchange                | + 0"       |
| 4t | Ethan Hayter         | Ineos Grenadiers            | + 0"       |
| 5è | Mauri Vansevenant    | Deceuninck-Quick Step       | + 0"       |
| 6è | Juan Ayuso Pesquera  | Colpack-Ballan              | + 0"       |
| 7è | Ben Hermans          | Israel Start-Up Nation      | + 2"       |
| 8è | Natnael Tesfatsion   | Androni Giocattoli-Sidermec | + 2"       |
| 9è | Sergio Henao Montoya | Team Qhubeka                | + 2"       |
| 10è | Antonio Tiberi       | Trek-Segafredo              | + 2"       |

| \| Classificació general \| Classificació general \| Classificació general \| Classificació general \| Classificació general \| \| Corredor \| Corredor \| Equip \| Temps \| \| \| --------------------- \| ----------------------- \| ---------------------- \| --------------------- \| --------------------- \| \| 1r \| Jonas Vingegaard \| Jumbo-Visma \| 15h 04' 13" \| \| \| 2n \| Nick Schultz \| BikeExchange \| + 7" \| \| \| 3r \| Ethan Hayter \| Ineos Grenadiers \| + 11" \| \| \| 4t \| Javier Romo \| Astana-Premier Tech \| + 14" \| \| \| 5è \| Ben Hermans \| Israel Start-Up Nation \| + 15" \| \| \| 6è \| Iván Ramiro Sosa Cuervo \| Ineos Grenadiers \| + 16" \| \| \| 7è \| Mauri Vansevenant \| Deceuninck-Quick Step \| + 21" \| \| \| 8è \| Mikkel Frølich Honoré \| Deceuninck-Quick Step \| + 26" \| \| \| 9è \| Kevin Colleoni \| BikeExchange \| + 39" \| \| \| 10è \| Sergio Henao Montoya \| Team Qhubeka \| + 43" \| \| |                         |                        |             |
| |                         |                        |             |
| Font: ProCyclingStats |                         |                        |             |
| Classificació general |                         |                        |             |
| Corredor | Corredor                | Equip                  | Temps       |
| 1r | Jonas Vingegaard        | Jumbo-Visma            | 15h 04' 13" |
| 2n | Nick Schultz            | BikeExchange           | + 7"        |
| 3r | Ethan Hayter            | Ineos Grenadiers       | + 11"       |
| 4t | Javier Romo             | Astana-Premier Tech    | + 14"       |
| 5è | Ben Hermans             | Israel Start-Up Nation | + 15"       |
| 6è | Iván Ramiro Sosa Cuervo | Ineos Grenadiers       | + 16"       |
| 7è | Mauri Vansevenant       | Deceuninck-Quick Step  | + 21"       |
| 8è | Mikkel Frølich Honoré   | Deceuninck-Quick Step  | + 26"       |
| 9è | Kevin Colleoni          | BikeExchange           | + 39"       |
| 10è | Sergio Henao Montoya    | Team Qhubeka           | + 43"       |

### 5a etapa
| \| Classificació de l'etapa \| Classificació de l'etapa \| Classificació de l'etapa \| Classificació de l'etapa \| Classificació de l'etapa \| \| Corredor \| Corredor \| Equip \| Temps \| \| \| ------------------------ \| ------------------------ \| ------------------------ \| ------------------------ \| ------------------------ \| \| 1r \| Mikkel Frølich Honoré \| Deceuninck-Quick Step \| 3h 59' 40" \| \| \| 2n \| Jonas Vingegaard \| Jumbo-Visma \| + 0" \| \| \| 3r \| Shane Archbold \| Deceuninck-Quick Step \| + 19" \| \| \| 4t \| Ethan Hayter \| Ineos Grenadiers \| + 19" \| \| \| 5è \| Juan Ayuso Pesquera \| Colpack-Ballan \| + 19" \| \| \| 6è \| Jonathan Lastra Martínez \| Caja Rural-Seguros RGA \| + 19" \| \| \| 7è \| Ilan Van Wilder \| Team DSM \| + 19" \| \| \| 8è \| Javier Romo \| Astana-Premier Tech \| + 19" \| \| \| 9è \| Paul Double \| MG.K Vis VPM \| + 19" \| \| \| 10è \| Ben Hermans \| Israel Start-Up Nation \| + 19" \| \| |                          |                        |            |
| |                          |                        |            |
| Font: ProCyclingStats |                          |                        |            |
| Classificació de l'etapa |                          |                        |            |
| Corredor | Corredor                 | Equip                  | Temps      |
| 1r | Mikkel Frølich Honoré    | Deceuninck-Quick Step  | 3h 59' 40" |
| 2n | Jonas Vingegaard         | Jumbo-Visma            | + 0"       |
| 3r | Shane Archbold           | Deceuninck-Quick Step  | + 19"      |
| 4t | Ethan Hayter             | Ineos Grenadiers       | + 19"      |
| 5è | Juan Ayuso Pesquera      | Colpack-Ballan         | + 19"      |
| 6è | Jonathan Lastra Martínez | Caja Rural-Seguros RGA | + 19"      |
| 7è | Ilan Van Wilder          | Team DSM               | + 19"      |
| 8è | Javier Romo              | Astana-Premier Tech    | + 19"      |
| 9è | Paul Double              | MG.K Vis VPM           | + 19"      |
| 10è | Ben Hermans              | Israel Start-Up Nation | + 19"      |

## Classificació final
| \| Classificació general \| Classificació general \| Classificació general \| Classificació general \| Classificació general \| \| Corredor \| Corredor \| Equip \| Temps \| \| \| --------------------- \| ---------------------- \| ---------------------- \| --------------------- \| --------------------- \| \| 1r \| Jonas Vingegaard \| Jumbo-Visma \| 19h 03' 47" \| \| \| 2n \| Mikkel Frølich Honoré \| Deceuninck-Quick Step \| + 22" \| \| \| 3r \| Nick Schultz \| BikeExchange \| + 32" \| \| \| 4t \| Ethan Hayter \| Ineos Grenadiers \| + 36" \| \| \| 5è \| Javier Romo \| Astana-Premier Tech \| + 39" \| \| \| 6è \| Ben Hermans \| Israel Start-Up Nation \| + 40" \| \| \| 7è \| Mauri Vansevenant \| Deceuninck-Quick Step \| + 46" \| \| \| 8è \| Sergio Henao Montoya \| Team Qhubeka \| + 1' 08" \| \| \| 9è \| Amanuel Gebrezgabihier \| Trek-Segafredo \| + 1' 14" \| \| \| 10è \| Ilan Van Wilder \| Team DSM \| + 1' 18" \| \| |                        |                        |             |
| |                        |                        |             |
| Font: ProCyclingStats |                        |                        |             |
| Classificació general |                        |                        |             |
| Corredor | Corredor               | Equip                  | Temps       |
| 1r | Jonas Vingegaard       | Jumbo-Visma            | 19h 03' 47" |
| 2n | Mikkel Frølich Honoré  | Deceuninck-Quick Step  | + 22"       |
| 3r | Nick Schultz           | BikeExchange           | + 32"       |
| 4t | Ethan Hayter           | Ineos Grenadiers       | + 36"       |
| 5è | Javier Romo            | Astana-Premier Tech    | + 39"       |
| 6è | Ben Hermans            | Israel Start-Up Nation | + 40"       |
| 7è | Mauri Vansevenant      | Deceuninck-Quick Step  | + 46"       |
| 8è | Sergio Henao Montoya   | Team Qhubeka           | + 1' 08"    |
| 9è | Amanuel Gebrezgabihier | Trek-Segafredo         | + 1' 14"    |
| 10è | Ilan Van Wilder        | Team DSM               | + 1' 18"    |

### Classificacions secundàries
| Classificació per punts | Classificació per punts | Classificació per punts | Classificació per punts | Classificació per punts |
| Corredor                | Corredor                | Equip                   | Punts                   |                         |
| ----------------------- | ----------------------- | ----------------------- | ----------------------- | ----------------------- |
| 1r                      | Jonas Vingegaard        | Jumbo-Visma             | 28 pts                  |                         |
| 2n                      | Ethan Hayter            | Ineos Grenadiers        | 28 pts                  |                         |
| 3r                      | Nick Schultz            | BikeExchange            | 18 pts                  |                         |
| 4t                      | Shane Archbold          | Deceuninck-Quick Step   | 14 pts                  |                         |
| 5è                      | Mikkel Frølich Honoré   | Deceuninck-Quick Step   | 10 pts                  |                         |
| 6è                      | Javier Romo             | Astana-Premier Tech     | 9 pts                   |                         |
| 7è                      | Mark Cavendish          | Deceuninck-Quick Step   | 8 pts                   |                         |
| 8è                      | Ben Hermans             | Israel Start-Up Nation  | 7 pts                   |                         |
| 9è                      | Mauri Vansevenant       | Deceuninck-Quick Step   | 7 pts                   |                         |
| 10è                     | Juan Ayuso Pesquera     | Colpack-Ballan          | 7 pts                   |                         |

| Classificació per punts | Classificació per punts | Classificació per punts | Classificació per punts | Classificació per punts |
| Corredor                | Corredor                | Equip                   | Punts                   |                         |
| ----------------------- | ----------------------- | ----------------------- | ----------------------- | ----------------------- |
| 1r                      | Jonas Vingegaard        | Jumbo-Visma             | 28 pts                  |                         |
| 2n                      | Ethan Hayter            | Ineos Grenadiers        | 28 pts                  |                         |
| 3r                      | Nick Schultz            | BikeExchange            | 18 pts                  |                         |
| 4t                      | Shane Archbold          | Deceuninck-Quick Step   | 14 pts                  |                         |
| 5è                      | Mikkel Frølich Honoré   | Deceuninck-Quick Step   | 10 pts                  |                         |
| 6è                      | Javier Romo             | Astana-Premier Tech     | 9 pts                   |                         |
| 7è                      | Mark Cavendish          | Deceuninck-Quick Step   | 8 pts                   |                         |
| 8è                      | Ben Hermans             | Israel Start-Up Nation  | 7 pts                   |                         |
| 9è                      | Mauri Vansevenant       | Deceuninck-Quick Step   | 7 pts                   |                         |
| 10è                     | Juan Ayuso Pesquera     | Colpack-Ballan          | 7 pts                   |                         |

| Classificació de la muntanya | Classificació de la muntanya | Classificació de la muntanya | Classificació de la muntanya | Classificació de la muntanya |
| Corredor                     | Corredor                     | Equip                        | Punts                        |                              |
| ---------------------------- | ---------------------------- | ---------------------------- | ---------------------------- | ---------------------------- |
| 1r                           | Alejandro Osorio             | Caja Rural-Seguros RGA       | 32 pts                       |                              |
| 2n                           | Márton Dina                  | Eolo-Kometa                  | 28 pts                       |                              |
| 3r                           | Antonio Nibali               | Trek-Segafredo               | 18 pts                       |                              |
| 4t                           | Edoardo Zardini              | Vini Zabù                    | 12 pts                       |                              |
| 5è                           | Raffaele Radice              | MG.K Vis VPM                 | 11 pts                       |                              |
| 6è                           | Einer Rubio                  | Movistar Team                | 8 pts                        |                              |
| 7è                           | Mikkel Frølich Honoré        | Deceuninck-Quick Step        | 5 pts                        |                              |
| 8è                           | Ben Hermans                  | Israel Start-Up Nation       | 5 pts                        |                              |
| 9è                           | Alessandro Fancellu          | Eolo-Kometa                  | 4 pts                        |                              |
| 10è                          | Emil Dima                    | Giotti Victoria-Savini Due   | 4 pts                        |                              |

| Classificació de la muntanya | Classificació de la muntanya | Classificació de la muntanya | Classificació de la muntanya | Classificació de la muntanya |
| Corredor                     | Corredor                     | Equip                        | Punts                        |                              |
| ---------------------------- | ---------------------------- | ---------------------------- | ---------------------------- | ---------------------------- |
| 1r                           | Alejandro Osorio             | Caja Rural-Seguros RGA       | 32 pts                       |                              |
| 2n                           | Márton Dina                  | Eolo-Kometa                  | 28 pts                       |                              |
| 3r                           | Antonio Nibali               | Trek-Segafredo               | 18 pts                       |                              |
| 4t                           | Edoardo Zardini              | Vini Zabù                    | 12 pts                       |                              |
| 5è                           | Raffaele Radice              | MG.K Vis VPM                 | 11 pts                       |                              |
| 6è                           | Einer Rubio                  | Movistar Team                | 8 pts                        |                              |
| 7è                           | Mikkel Frølich Honoré        | Deceuninck-Quick Step        | 5 pts                        |                              |
| 8è                           | Ben Hermans                  | Israel Start-Up Nation       | 5 pts                        |                              |
| 9è                           | Alessandro Fancellu          | Eolo-Kometa                  | 4 pts                        |                              |
| 10è                          | Emil Dima                    | Giotti Victoria-Savini Due   | 4 pts                        |                              |

| Classificació del millor jove | Classificació del millor jove | Classificació del millor jove | Classificació del millor jove | Classificació del millor jove |
| Corredor                      | Corredor                      | Equip                         | Temps                         |                               |
| ----------------------------- | ----------------------------- | ----------------------------- | ----------------------------- | ----------------------------- |
| 1r                            | Ethan Hayter                  | Ineos Grenadiers              | 19h 04' 23"                   |                               |
| 2n                            | Javier Romo                   | Astana-Premier Tech           | + 3"                          |                               |
| 3r                            | Mauri Vansevenant             | Deceuninck-Quick Step         | + 10"                         |                               |
| 4t                            | Ilan Van Wilder               | Team DSM                      | + 42"                         |                               |
| 5è                            | Kevin Colleoni                | BikeExchange                  | + 45"                         |                               |
| 6è                            | Natnael Tesfatsion            | Androni Giocattoli-Sidermec   | + 1' 13"                      |                               |
| 7è                            | Alexander Cepeda              | Androni Giocattoli-Sidermec   | + 1' 13"                      |                               |
| 8è                            | Juan Ayuso Pesquera           | Colpack-Ballan                | + 1' 48"                      |                               |
| 9è                            | Marco Frigo                   | Itàlia                        | + 2' 09"                      |                               |
| 10è                           | Antonio Tiberi                | Trek-Segafredo                | + 2' 57"                      |                               |

| Classificació del millor jove | Classificació del millor jove | Classificació del millor jove | Classificació del millor jove | Classificació del millor jove |
| Corredor                      | Corredor                      | Equip                         | Temps                         |                               |
| ----------------------------- | ----------------------------- | ----------------------------- | ----------------------------- | ----------------------------- |
| 1r                            | Ethan Hayter                  | Ineos Grenadiers              | 19h 04' 23"                   |                               |
| 2n                            | Javier Romo                   | Astana-Premier Tech           | + 3"                          |                               |
| 3r                            | Mauri Vansevenant             | Deceuninck-Quick Step         | + 10"                         |                               |
| 4t                            | Ilan Van Wilder               | Team DSM                      | + 42"                         |                               |
| 5è                            | Kevin Colleoni                | BikeExchange                  | + 45"                         |                               |
| 6è                            | Natnael Tesfatsion            | Androni Giocattoli-Sidermec   | + 1' 13"                      |                               |
| 7è                            | Alexander Cepeda              | Androni Giocattoli-Sidermec   | + 1' 13"                      |                               |
| 8è                            | Juan Ayuso Pesquera           | Colpack-Ballan                | + 1' 48"                      |                               |
| 9è                            | Marco Frigo                   | Itàlia                        | + 2' 09"                      |                               |
| 10è                           | Antonio Tiberi                | Trek-Segafredo                | + 2' 57"                      |                               |

| Classificació per equips | Classificació per equips    | Classificació per equips | Classificació per equips |
| Equip                    | Equip                       | Temps                    |                          |
| ------------------------ | --------------------------- | ------------------------ | ------------------------ |
| 1r                       | Ineos Grenadiers            | 56h 53' 19"              |                          |
| 2n                       | Androni Giocattoli-Sidermec | + 1"                     |                          |
| 3r                       | Team DSM                    | + 28"                    |                          |
| 4t                       | Trek-Segafredo              | + 2' 30"                 |                          |
| 5è                       | Caja Rural-Seguros RGA      | + 5' 54"                 |                          |
| 6è                       | Israel Start-Up Nation      | + 6' 44"                 |                          |
| 7è                       | Astana-Premier Tech         | + 8' 21"                 |                          |
| 8è                       | Team BikeExchange           | + 11' 56"                |                          |
| 9è                       | Bardiani CSF Faizanè        | + 16' 46"                |                          |
| 10è                      | Deceuninck-Quick Step       | + 21' 06"                |                          |

| Classificació per equips | Classificació per equips    | Classificació per equips | Classificació per equips |
| Equip                    | Equip                       | Temps                    |                          |
| ------------------------ | --------------------------- | ------------------------ | ------------------------ |
| 1r                       | Ineos Grenadiers            | 56h 53' 19"              |                          |
| 2n                       | Androni Giocattoli-Sidermec | + 1"                     |                          |
| 3r                       | Team DSM                    | + 28"                    |                          |
| 4t                       | Trek-Segafredo              | + 2' 30"                 |                          |
| 5è                       | Caja Rural-Seguros RGA      | + 5' 54"                 |                          |
| 6è                       | Israel Start-Up Nation      | + 6' 44"                 |                          |
| 7è                       | Astana-Premier Tech         | + 8' 21"                 |                          |
| 8è                       | Team BikeExchange           | + 11' 56"                |                          |
| 9è                       | Bardiani CSF Faizanè        | + 16' 46"                |                          |
| 10è                      | Deceuninck-Quick Step       | + 21' 06"                |                          |

## Evolució de les classificacions
| Etapa | Vencedor               | Classificació general | Classificació per punts | Classificació de la muntanya | Classificació dels joves | Classificació per equips |
| ----- | ---------------------- | --------------------- | ----------------------- | ---------------------------- | ------------------------ | ------------------------ |
| 1 a   | Jakub Mareczko         | Jakub Mareczko        | Raffaele Radice         | Jakub Mareczko               | Marius Mayrhofer         | Jumbo-Visma              |
| 1b    | Israel Start-Up Nation | Mark Cavendish        | Raffaele Radice         | Jakub Mareczko               | Sebastian Berwick        | Israel Start-Up Nation   |
| 2     | Jonas Vingegaard       | Jonas Vingegaard      | Márton Dina             | Jonas Vingegaard             | Javier Romo              | Ineos Grenadiers         |
| 3     | Ethan Hayter           | Jonas Vingegaard      | Márton Dina             | Ethan Hayter                 | Ethan Hayter             | Ineos Grenadiers         |
| 4     | Jonas Vingegaard       | Jonas Vingegaard      | Márton Dina             | Ethan Hayter                 | Ethan Hayter             | Ineos Grenadiers         |
| 5     | Mikkel Honoré          | Jonas Vingegaard      | Alejandro Osorio        | Jonas Vingegaard             | Ethan Hayter             | Ineos Grenadiers         |
| Final | Final                  | Jonas Vingegaard      | Alejandro Osorio        | Jonas Vingegaard             | Ethan Hayter             | Ineos Grenadiers         |